# Rosanna Lambertucci
Rosanna Lambertucci (n. 30 noiembrie 1945, Roma, Regatul Italiei) este o prezentatoare de televiziune italiană.

## Biografie
Născută la Roma, în 1978 a început să lucreze în radio ca autor. În 1981, a debutat la televiziunea națională ca prezentatoare al emisiunii Più sani e più belli (în română: Mai sănătos și mai frumos), creat de ea însăși. Spectacolul care a tratat subiecte legate de bunăstare, medicină și stil de viață, a fost foarte popular și de succes. A continuat să fie difuzat timp de șaptesprezece sezoane, până în 1997.
Rosanna a prezentat și emisiunea La salute vien mangiando (în română: Sănătatea vine prin mâncare) din 2016 până în 2019 la Alice TV.

## Viață personală
În 1965 s-a căsătorit cu directorul de televiziune Alberto Amodei. S-au despărțit în 1988 și au avut o fiică, Angelica. Pe parcursul căsătoriei lor, Rosanna a avut cinci avorturi spontane și o fetiță nou-născută care a murit brusc. Alberto Amodei a murit în 2014. Din 2015, Rosanna Lambertucci are o relație romantică cu omul de afaceri Mario Di Cosmo, cu care s-au căsătorit în 2023.
Ea se consideră romano-catolică.

## Televiziune
- Più sani e più belli (Rai 2, 1981; Rai 1, 1982–1997) - ea însăși
- Luna Park (Rai 1, 1994–1997) - ea însăși
- La zingara (Rai 1, 1995–1996) - ea însăși
- Unomattina Estate (Rai 1, 2004) - ea însăși
- Domenica in (Rai 1, 2004–2009) - ea însăși
- Miss Italia (La7, 2016–2017) - juriu
- La salute vien mangiando (Alice TV, 2016–2019) - ea însăși
- BellaMa' (Rai 2, 2024) - ea însăși